# قشلاق عربلو اسرافیل
قشلاق عربلو اسرافیل یک روستا در ایران است که در استان اردبیل واقع شده‌است. قشلاق عربلو اسرافیل ۶۰ نفر جمعیت دارد.